# Barrage de Ruzizi
Le Barrage de Ruzizi est une centrale électrique située au bord du lac Kivu, sur la rivière par laquelle il se déverse dans le lac Tanganyika, aux frontières de trois pays, Burundi, Rwanda et République démocratique du Congo.

## Historique
Le Barrage de Ruzizi 1 a été construit à la sortie Rusizi du lac Kivu en 1958, affectant le niveau et la sortie du lac. Il fournit l'électricité à Bubanza et Kigoma via le poste de Mururu et, avec l'infrastructure actuelle, génère 148 GWh par année.
La station Ruzizi II a été ajoutée en 1989. Ruzizi I et II sont exploités par une société de tri-nationale (Burundi, Rwanda et République démocratique du Congo) mais la production d'électricité est insuffisante pour répondre aux besoins des zones adjacentes de ces trois pays. 
Un barrage supplémentaire, Ruzizi III, situé à environ 25 km en aval, est prévu. En janvier  2016, la Banque africaine de développement (BAD) a annoncé l'approbation du financement du barrage hydroélectrique Ruzizi III pour 138 millions d'euros[réf. nécessaire].